# Kiedy powiem sobie dość
Kiedy powiem sobie dość – drugi singel z płyty Bzzzzz zespołu O.N.A., wydany w 1996 roku. Jest to ballada rockowa, będąca najbardziej rozpoznawalną wizytówką grupy. Muzykę skomponował Grzegorz Skawiński, słowa napisała Agnieszka Chylińska. Do utworu został nakręcony teledysk.
Piosenka dotarła do pierwszego miejsca w notowaniu Listy Przebojów Programu Trzeciego, gdzie przebywała 21 tygodni. Wersja akustyczna piosenki została umieszczona jako ostatnia pozycja zarówno na płycie Bzzzzz jak i remix albumie re-T.R.I.P..